# Andrzej Posłuszny
Andrzej Piotr Posłuszny (ur. 22 sierpnia 1953 w Szczecinie) – polski samorządowiec, rolnik i przedsiębiorca, w latach 1996–1998 wiceprezes Agencji Rynku Rolnego, w latach 1999–2002 członek zarządu województwa zachodniopomorskiego I kadencji.

## Życiorys
Ukończył VII Liceum Ogólnokształcące w Szczecinie i policealne studium geodezyjne. W 1979 został absolwentem Wydziału Ogólnorolnego Akademii Rolniczej w Szczecinie. Po odbyciu służby wojskowej przez trzy lata zatrudniony w PGR w Miastku, doszedł tam do stanowiska wicedyrektora. Później zajął się prowadzeniem gospodarstwa rolnego nasienno-warzywnego, a następnie kierował hurtownią sprzętu stomatologicznego. W 1996 powołany na stanowisko zastępcy prezesa Agencji Rynku Rolnego, zaś w 1998 został szefem Zachodniopomorskiego Rolno-Spożywczego Centrum Handlowego (spółka ta ostatecznie została rozwiązana i centrum nie powstało).
W 1978 wstąpił do Zjednoczonego Stronnictwa Ludowego, później związany z Polskim Stronnictwem Ludowym, był m.in. wiceprezesem zachodniopomorskich struktur partyjnych. 6 listopada 1998 został powołany na stanowisko członka zarządu województwa zachodniopomorskiego (z kadencją od 1 stycznia 1999), odpowiadając za rolnictwo, ochronę środowiska i obszary wiejskie. 9 grudnia 2002 zakończył pełnienie tej funkcji. W tym samym roku bez powodzenia ubiegał się o stanowisko prezydenta Szczecina (zajął przedostatnie, dwunaste miejsce) oraz o mandat radnego sejmiku zachodniopomorskiego. W 2008 został szefem świnoujskiego Zarządu Melioracji i Urządzeń Wodnych, później zaś wicedyrektorem Wydziału Ochrony Środowiska Urzędu Marszałkowskiego w Szczecinie. Zasiadał również w radach nadzorczych spółek powiązanych z lokalnym samorządem.